# Шишки (Гомельская область)
Шишки (бел. Шышкі) — упразднённая деревня в Ельском районе Гомельской области Белоруссии. Входила в состав Скороднянского сельсовета.
Кругом лес.
В связи с радиационным загрязнением после катастрофы на Чернобыльской АЭС жители (37 семей) переселены в 1990-1992 годах в чистые места.

## География

### Расположение
В 20 км на юг от Ельска, в 2 км от железнодорожной станции Словечно (на линии Калинковичи — Овруч), в 197 км от Гомеля.

## Транспортная сеть
Транспортные связи по просёлочной, затем автомобильной дороге Новая Рудня — Ельск. Планировка состоит из прямолинейной улицы, ориентированной с юго-востока на северо-запад, которая на западе раздваивается. Застройка неплотная, деревянная, усадебного типа.

## История
По письменным источникам известна с XIX века как хутор в Мозырском уезде Минской губернии. Согласно переписи 1897 года хутор Селище (он же Шишки). В 1924 году работала гончарная мастерская. В 1931 году жители вступили в колхоз. 20 жителей погибли на фронтах Великой Отечественной войны. Входила в состав совхоза «Скороднянский» (центр — деревня Скородное).
С 29 ноября 2005 года исключена из данных по учёту административно-территориальных и территориальных единиц.

## Население

### Численность
- 1990-92 годы — жители (37 семей) переселены.

### Динамика
- 1897 год — 14 дворов, 93 жителя (согласно переписи).
- 1917 год — 113 жителей.
- 1924 год — 22 двора, 131 житель.
- 1990-92 годы — жители (37 семей) переселены.